# Луково (Марий Эл)
Луково (мар. Лыксола) — деревня в Горномарийском районе Марий Эл Российской Федерации. Входит в состав Емешевского сельского поселения.
Численность населения — 58 чел. (2015 год).

## География
Располагается в 2 км от административного центра сельского поселения — села Емешево.

## История
Впервые околодок Луков упоминается в 1859 году. Деревня с середины XVIII века входила в церковный приход села Пертнуры, а с 1885 года — села Емешево. В 1929 году жители организовали колхоз «Заря».
В 2025 году в состав деревни включена деревня Малое Микряково.

## Население
| 2002 | 2010 | 2013 | 2014 | 2015 |
| ---- | ---- | ---- | ---- | ---- |
| 52   | ↘46  | ↗55  | ↗59  | ↘58  |